# Kuala Sempang
Kuala Sempang is een bestuurslaag in het regentschap Bintan van de provincie Riau-archipel, Indonesië. Kuala Sempang telt 1339 inwoners (volkstelling 2010).